# Tytthocope megalura
Tytthocope megalura là một loài chân đều trong họ Munnopsidae. Loài này được Sars miêu tả khoa học năm 1872.